# Denemarken op het Europees kampioenschap voetbal 2020
Denemarken was een van de deelnemende landen aan het Europees kampioenschap voetbal 2020. Het was de negende deelname voor het land. Kasper Hjulmand was de bondscoach. Denemarken werd in de halve finale uitgeschakeld door Engeland.

## Kwalificatie

### Kwalificatieduels
|                                                |                                  |         |                                              |                                                                          |
| 26 maart 2019 «onderlinge duels» 20.45 (UTC+1) | Zwitserland                      | 3 − 3   | Denemarken                                   | St. Jakob-Park, Bazel Toeschouwers: 18.352 Scheidsrechter: Damir Skomina |
| 26 maart 2019 «onderlinge duels» 20.45 (UTC+1) | Freuler 19' Xhaka 66' Embolo 76' | Verslag | 84' M. Jørgensen 88' Gytkjær 90+3' Dalsgaard | St. Jakob-Park, Bazel Toeschouwers: 18.352 Scheidsrechter: Damir Skomina |

|                                              |              |         |           |                                                                      |
| 7 juni 2019 «onderlinge duels» 20.45 (UTC+2) | Denemarken   | 1 − 1   | Ierland   | Parken, Kopenhagen Toeschouwers: 34.610 Scheidsrechter: Cüneyt Çakır |
| 7 juni 2019 «onderlinge duels» 20.45 (UTC+2) | Højbjerg 76' | Verslag | 85' Duffy | Parken, Kopenhagen Toeschouwers: 34.610 Scheidsrechter: Cüneyt Çakır |

|                                               |                                                                   |         |                 |                                                                              |
| 10 juni 2019 «onderlinge duels» 20.45 (UTC+2) | Denemarken                                                        | 5 − 1   | Georgië         | Parken, Kopenhagen Toeschouwers: 15.387 Scheidsrechter: Robert Schörgenhofer |
| 10 juni 2019 «onderlinge duels» 20.45 (UTC+2) | Dolberg 13', 63' Eriksen 30' (pen.) Poulsen 73' Braithwaite 90+3' | Verslag | 25' Lobzhanidze | Parken, Kopenhagen Toeschouwers: 15.387 Scheidsrechter: Robert Schörgenhofer |

|                                                   |           |         |                                                                     |                                                                                |
| 5 september 2019 «onderlinge duels» 20.45 (UTC+2) | Gibraltar | 0 − 6   | Denemarken                                                          | Victoriastadion, Gibraltar Toeschouwers: 2.076 Scheidsrechter: Jonathan Lardot |
| 5 september 2019 «onderlinge duels» 20.45 (UTC+2) |           | Verslag | 6' Skov 34' (pen.), 50' (pen.) Eriksen 69' Delaney 73', 78' Gytkjær | Victoriastadion, Gibraltar Toeschouwers: 2.076 Scheidsrechter: Jonathan Lardot |

|                                                   |         |       |            |                                                                                         |
| 8 september 2019 «onderlinge duels» 20.00 (UTC+4) | Georgië | 0 − 0 | Denemarken | Boris Paitsjadzestadion, Tbilisi Toeschouwers: 21.456 Scheidsrechter: François Letexier |
| 8 september 2019 «onderlinge duels» 20.00 (UTC+4) | Verslag |       |            | Boris Paitsjadzestadion, Tbilisi Toeschouwers: 21.456 Scheidsrechter: François Letexier |

|                                                  |             |         |             |                                                                           |
| 12 oktober 2019 «onderlinge duels» 18.00 (UTC+2) | Denemarken  | 1 − 0   | Zwitserland | Parken, Kopenhagen Toeschouwers: 35.964 Scheidsrechter: Aleksej Koelbakov |
| 12 oktober 2019 «onderlinge duels» 18.00 (UTC+2) | Poulsen 84' | Verslag |             | Parken, Kopenhagen Toeschouwers: 35.964 Scheidsrechter: Aleksej Koelbakov |

|                                                   |                                                              |         |           |                                                                    |
| 15 november 2019 «onderlinge duels» 20.45 (UTC+1) | Denemarken                                                   | 6 − 0   | Gibraltar | Parken, Kopenhagen Toeschouwers: 24.033 Scheidsrechter: István Vad |
| 15 november 2019 «onderlinge duels» 20.45 (UTC+1) | Skov 12', 64' Gytkjær 47' Braithwaite 51' Eriksen 85', 90+3' | Verslag |           | Parken, Kopenhagen Toeschouwers: 24.033 Scheidsrechter: István Vad |

|                                                 |             |         |                 |                                                                       |
| 18 november 2019 «onderlinge duels» 19.45 (UTC) | Ierland     | 1 − 1   | Denemarken      | Avivastadion, Dublin Toeschouwers: 50.000 Scheidsrechter: Felix Brych |
| 18 november 2019 «onderlinge duels» 19.45 (UTC) | Doherty 85' | Verslag | 73' Braithwaite | Avivastadion, Dublin Toeschouwers: 50.000 Scheidsrechter: Felix Brych |

### Eindstand groep D
| Nr. | Land        | GW | W | G | V | DV | DT | DS  | Ptn |
| --- | ----------- | -- | - | - | - | -- | -- | --- | --- |
| 1   | Zwitserland | 8  | 5 | 2 | 1 | 19 | 6  | +13 | 17  |
| 2   | Denemarken  | 8  | 4 | 4 | 0 | 23 | 6  | +17 | 16  |
| 3   | Ierland     | 8  | 3 | 4 | 1 | 7  | 5  | +2  | 13  |
| 4   | Georgië     | 8  | 2 | 2 | 4 | 7  | 11 | -4  | 8   |
| 5   | Gibraltar   | 8  | 0 | 0 | 8 | 3  | 31 | -28 | 0   |

## EK-voorbereiding

### Wedstrijden
|                                              |             |       |             |                                                                                                |
| 2 juni 2021 «onderlinge duels» 21:00 (UTC+2) | Duitsland   | 1 – 1 | Denemarken  | Tivoli Stadion Tirol, Innsbruck (Oostenrijk) Toeschouwers: 0 Scheidsrechter: Julian Weinberger |
| 2 juni 2021 «onderlinge duels» 21:00 (UTC+2) | Neuhaus 48' |       | 71' Poulsen | Tivoli Stadion Tirol, Innsbruck (Oostenrijk) Toeschouwers: 0 Scheidsrechter: Julian Weinberger |

|                                              |                               |       |                       |                                                                            |
| 6 juni 2021 «onderlinge duels» 18.00 (UTC+2) | Denemarken                    | 2 – 0 | Bosnië en Herzegovina | Brøndbystadion, Brøndby Toeschouwers: 7.459 Scheidsrechter: Petri Viljanen |
| 6 juni 2021 «onderlinge duels» 18.00 (UTC+2) | Braithwaite 18' Cornelius 73' |       |                       | Brøndbystadion, Brøndby Toeschouwers: 7.459 Scheidsrechter: Petri Viljanen |

## Het Europees kampioenschap
De loting vond plaats op 30 november 2019 in Boekarest. Denemarken werd ondergebracht in groep B, samen met Finland, België en Rusland.

### Uitrustingen
Sportmerk: Hummel
| Thuis | Uit | Doelman |

### Selectie en statistieken
| Nr. | Naam                  | Geboortedatum | GW |   |   |   |   |   |   | Club              | Positie(s)     |
| --- | --------------------- | ------------- | -- | - | - | - | - | - | - | ----------------- | -------------- |
| 1   | Kasper Schmeichel     | 05-11-1986    | 6  | 0 | 0 | 0 | 0 | 0 | 0 | Leicester City    | GK             |
| 2   | Joachim Andersen      | 31-05-1996    | 3  | 0 | 0 | 0 | 0 | 3 | 0 | Fulham FC         | CB             |
| 3   | Jannik Vestergaard    | 03-08-1993    | 6  | 0 | 0 | 0 | 0 | 1 | 2 | Southampton FC    | CB             |
| 4   | Simon Kjær            | 26-03-1989    | 6  | 0 | 0 | 0 | 0 | 0 | 2 | AC Milan          | CB             |
| 5   | Joakim Mæhle          | 20-05-1997    | 6  | 2 | 0 | 0 | 0 | 0 | 0 | Atalanta Bergamo  | RB             |
| 6   | Andreas Christensen   | 10-04-1996    | 6  | 1 | 0 | 0 | 0 | 0 | 2 | Chelsea FC        | CB             |
| 7   | Robert Skov           | 20-05-1996    | 0  | 0 | 0 | 0 | 0 | 0 | 0 | TSG Hoffenheim    | RW             |
| 8   | Thomas Delaney        | 03-09-1991    | 6  | 1 | 1 | 0 | 0 | 0 | 6 | Borussia Dortmund | DM             |
| 9   | Martin Braithwaite    | 05-06-1991    | 6  | 1 | 0 | 0 | 0 | 0 | 1 | FC Barcelona      | CF             |
| 10  | Christian Eriksen     | 14-02-1992    | 1  | 0 | 0 | 0 | 0 | 0 | 1 | Internazionale    | AM             |
| 11  | Andreas Skov Olsen    | 29-12-1999    | 2  | 0 | 0 | 0 | 0 | 2 | 0 | Bologna FC        | RW             |
| 12  | Kasper Dolberg        | 06-10-1997    | 4  | 3 | 0 | 0 | 0 | 1 | 3 | OGC Nice          | CF             |
| 13  | Mathias Jørgensen     | 23-04-1990    | 0  | 0 | 0 | 0 | 0 | 0 | 0 | FC Kopenhagen     | CB             |
| 14  | Mikkel Damsgaard      | 03-07-2000    | 5  | 2 | 1 | 0 | 0 | 0 | 5 | UC Sampdoria      | LW, AM         |
| 15  | Christian Nørgaard    | 10-03-1994    | 5  | 0 | 0 | 0 | 0 | 5 | 0 | Brentford FC      | CM             |
| 16  | Jonas Lössl           | 01-02-1989    | 0  | 0 | 0 | 0 | 0 | 0 | 0 | FC Midtjylland    | GK             |
| 17  | Jens Stryger Larsen   | 21-02-1991    | 6  | 0 | 0 | 0 | 0 | 3 | 3 | Udinese           | RB             |
| 18  | Daniel Wass           | 31-05-1989    | 5  | 0 | 2 | 0 | 0 | 2 | 3 | Valencia CF       | LB, RB, CM, AM |
| 19  | Jonas Wind            | 07-02-1999    | 2  | 0 | 0 | 0 | 0 | 1 | 1 | FC Kopenhagen     | CF             |
| 20  | Yussuf Poulsen        | 15-06-1994    | 5  | 2 | 0 | 0 | 0 | 2 | 2 | RB Leipzig        | LW, CF, RW     |
| 21  | Andreas Cornelius     | 16-03-1993    | 4  | 0 | 0 | 0 | 0 | 4 | 0 | Parma Calcio      | CF             |
| 22  | Frederik Rønnow       | 04-08-1992    | 0  | 0 | 0 | 0 | 0 | 0 | 0 | Schalke 04        | GK             |
| 23  | Pierre-Emile Højbjerg | 05-08-1995    | 6  | 0 | 0 | 0 | 0 | 0 | 0 | Tottenham Hotspur | CM             |
| 24  | Mathias Jensen        | 01-01-1996    | 6  | 0 | 1 | 0 | 0 | 6 | 0 | Brentford FC      | CM             |
| 25  | Anders Christiansen   | 08-06-1990    | 0  | 0 | 0 | 0 | 0 | 0 | 0 | Malmö FF          | CM             |
| 26  | Nicolai Boilesen      | 16-02-1992    | 1  | 0 | 0 | 0 | 0 | 1 | 0 | FC Kopenhagen     | LB             |

### Wedstrijden
| Nr. | Land       | GW | W | G | V | DV | DT | DS | Ptn |
| --- | ---------- | -- | - | - | - | -- | -- | -- | --- |
| 1   | België     | 3  | 3 | 0 | 0 | 7  | 1  | +6 | 9   |
| 2   | Denemarken | 3  | 1 | 0 | 2 | 5  | 4  | +1 | 3   |
| 3   | Finland    | 3  | 1 | 0 | 2 | 1  | 3  | -2 | 3   |
| 4   | Rusland    | 3  | 1 | 0 | 2 | 2  | 7  | -5 | 3   |

#### Groepsfase
|                                               |            |         |                |                                                                        |
| 12 juni 2021 «onderlinge duels» 18:00 (UTC+2) | Denemarken | 0 – 1   | Finland        | Parken, Kopenhagen Toeschouwers: 15.200 Scheidsrechter: Anthony Taylor |
| 12 juni 2021 «onderlinge duels» 18:00 (UTC+2) |            | Verslag | 60' Pohjanpalo | Parken, Kopenhagen Toeschouwers: 15.200 Scheidsrechter: Anthony Taylor |

De wedstrijd werd in de 43ste minuut tijdelijk stilgelegd, vanwege het in elkaar zakken op het veld van de Deense middenvelder Christian Eriksen. Na 1 uur en 45 minuten werd de wedstrijd hervat.
|                                               |            |       |                             |                                                                       |
| 17 juni 2021 «onderlinge duels» 18:00 (UTC+2) | Denemarken | 1 – 2 | België                      | Parken, Kopenhagen Toeschouwers: 23.395 Scheidsrechter: Björn Kuipers |
| 17 juni 2021 «onderlinge duels» 18:00 (UTC+2) | Poulsen 2' |       | 55' T. Hazard 70' De Bruyne | Parken, Kopenhagen Toeschouwers: 23.395 Scheidsrechter: Björn Kuipers |

|                                               |                    |       |                                                     |                                                                        |
| 21 juni 2021 «onderlinge duels» 21:00 (UTC+2) | Rusland            | 1 – 4 | Denemarken                                          | Parken, Kopenhagen Toeschouwers: 23.644 Scheidsrechter: Clément Turpin |
| 21 juni 2021 «onderlinge duels» 21:00 (UTC+2) | Dzjoeba 70' (pen.) |       | 38' Damsgaard 59' Poulsen 79' Christensen 82' Mæhle | Parken, Kopenhagen Toeschouwers: 23.644 Scheidsrechter: Clément Turpin |

#### Achtste finale
|                                               |            |       |                                              |                                                                                    |
| 26 juni 2021 «onderlinge duels» 18:00 (UTC+2) | Wales      | 0 – 4 | Denemarken                                   | Johan Cruijff ArenA, Amsterdam Toeschouwers: 14.645 Scheidsrechter: Daniel Siebert |
| 26 juni 2021 «onderlinge duels» 18:00 (UTC+2) | Wilson 90' |       | 27', 48' Dolberg 88' Mæhle 90+4' Braithwaite | Johan Cruijff ArenA, Amsterdam Toeschouwers: 14.645 Scheidsrechter: Daniel Siebert |

#### Kwartfinale
|                                              |            |       |                        |                                                                             |
| 3 juli 2021 «onderlinge duels» 20:00 (UTC+4) | Tsjechië   | 1 – 2 | Denemarken             | Olympisch Stadion, Bakoe Toeschouwers: 16.306 Scheidsrechter: Björn Kuipers |
| 3 juli 2021 «onderlinge duels» 20:00 (UTC+4) | Schick 49' |       | 5' Delaney 42' Dolberg | Olympisch Stadion, Bakoe Toeschouwers: 16.306 Scheidsrechter: Björn Kuipers |

#### Halve finale
|                                              |                           |              |               |                                                                             |
| 7 juli 2021 «onderlinge duels» 20:00 (UTC+1) | Engeland                  | 2 – 1 (n.v.) | Denemarken    | Wembley Stadium, Londen Toeschouwers: 64.950 Scheidsrechter: Danny Makkelie |
| 7 juli 2021 «onderlinge duels» 20:00 (UTC+1) | Kjær 39' (e.d.) Kane 104' |              | 30' Damsgaard | Wembley Stadium, Londen Toeschouwers: 64.950 Scheidsrechter: Danny Makkelie |

DBU · A-internationals · Selecties · Bondscoaches · Deens vrouwenelftal · Olympisch elftal · Denemarken U21 · Denemarken U20 · Denemarken U19 · Denemarken U18 · Denemarken U17 · Denemarken U16 · Vrouwen U17
1908 – 1919 ·
1920 – 1929 ·
1930 – 1939 ·
1940 – 1949 ·
1950 – 1959 ·
1960 – 1969 ·
1970 – 1979 ·
1980 – 1989 ·
1990 – 1999 ·
2000 – 2009 ·
2010 – 2019 ·
2020 − 2029
EK's: 1964 · 
1984 · 
1988 · 
1992 · 
1996 · 
2000 · 
2004 · 
2012 · 
2020 · 
2024
WK's: 1986 · 
1998 · 
2002 · 
2010 · 
2018 · 
2022
OS: 1908 · 
1912 · 
1920 · 
1948 · 
1952 · 
1960 · 
1972 · 
1992 · 
2016
1908 · 
1909 · 
1910 · 
1911 · 
1912 · 
1913 · 
1914 · 
1915 · 
1916 · 
1917 · 
1918 · 
1919 · 
1920 · 
1921 · 
1922 · 
1923 · 
1924 · 
1925 · 
1926 · 
1927 · 
1928 · 
1929 · 
1930 · 
1931 · 
1932 · 
1933 · 
1934 · 
1935 · 
1936 · 
1937 · 
1938 · 
1939 · 
1940 · 
1941 · 
1942 · 
1943 · 
1944 · 
1946 · 
1947 · 
1948 · 
1949 · 
1950 · 
1952 · 
1952 · 
1953 · 
1954 · 
1955 · 
1956 · 
1957 · 
1958 · 
1959 · 
1960 · 
1961 · 
1962 · 
1963 · 
1964 · 
1965 · 
1966 · 
1967 · 
1968 · 
1969 · 
1970 · 
1971 · 
1972 · 
1973 · 
1974 · 
1975 · 
1976 · 
1977 · 
1978 · 
1979 · 
1980 · 
1981 · 
1982 · 
1983 · 
1984 · 
1985 · 
1986 · 
1987 · 
1988 · 
1989 · 
1990 ·
1991 · 
1992 · 
1993 · 
1994 · 
1995 · 
1996 · 
1997 · 
1998 · 
1999 · 
2000 · 
2001 · 
2002 · 
2003 · 
2004 · 
2005 · 
2006 · 
2007 · 
2008 · 
2009 · 
2010 · 
2011 · 
2012 · 
2013 · 
2014 · 
2015 · 
2016 · 
2017 · 
2018 ·
2019 ·
2020 ·
2021 ·
2022 ·
2023
Albanië ·
Algerije ·
Argentinië ·
Armenië ·
Australië ·
België ·
Bermuda ·
Bosnië en Herzegovina · 
Brazilië ·
Bulgarije ·
Canada ·
Chili ·
Cyprus ·
DDR ·
Duitsland ·
Ecuador ·
Egypte ·
Engeland ·
Estland ·
Faeröer · 
Finland · 
Frankrijk ·
Gambia ·
Georgië ·
Ghana ·
Gibraltar ·
GOS ·
Griekenland ·
Honduras ·
Hongarije ·
Hongkong ·
Ierland ·
IJsland ·
Indonesië ·
Iran ·
Israël ·
Italië ·
Japan ·
Joegoslavië ·
Kameroen ·
Kazachstan ·
Kosovo · 
Kroatië · 
Letland ·
Liechtenstein ·
Litouwen ·
Luxemburg ·
Malta ·
Marokko ·
Mexico ·
Moldavië · 
Montenegro · 
Nederland ·
Nederlandse Antillen ·
Nigeria ·
Noord-Ierland ·
Noord-Macedonië ·
Noorwegen ·
Oekraïne ·
Oostenrijk ·
Panama ·
Paraguay ·
Peru ·
Polen ·
Portugal ·
Roemenië ·
Rusland ·
San Marino ·
Saoedi-Arabië ·
Schotland ·
Senegal ·
Servië ·
Singapore ·
Slovenië ·
Slowakije ·
Sovjet-Unie ·
Spanje ·
Suriname ·
Thailand ·
Togo · 
Tsjechië ·
Tsjecho-Slowakije ·
Tunesië · 
Turkije · 
Uruguay ·
Verenigde Arabische Emiraten ·
Verenigde Staten ·
Wales ·
Wit-Rusland ·
Zuid-Afrika ·
Zuid-Korea ·
Zweden ·
Zwitserland
Argentinië (1995) · 
Australië (2018) ·
Australië (2022) · 
België (2021) · 
Duitsland (1992) · 
Duitsland (2012) · 
Engeland (2021) · 
Finland (2021) · 
Frankrijk (2002) · 
Frankrijk (2018) · 
Japan (2010) · 
Kameroen (2010) · 
Kroatië (2018) · 
Nederland (2010) · 
Nederland (2012) · 
Peru (2018) · 
Portugal (2012) · 
Rusland (2021) · 
Senegal (2002) · 
Tsjechië (2021) · 
Uruguay (2002) · 
Wales (2021)
1 Schmeichel ·
2 Andersen ·
3 Vestergaard ·
4 Kjær  ·
5 Mæhle ·
6 Christensen ·
7 Skov ·
8 Delaney ·
9 Braithwaite ·
10 Eriksen ·
11 Skov Olsen ·
12 Dolberg ·
13 Jørgensen ·
14 Damsgaard ·
15 Nørgaard ·
16 Lössl ·
17 Larsen ·
18 Wass ·
19 Wind ·
20 Poulsen ·
21 Cornelius ·
22 Rønnow ·
23 Højbjerg ·
24 Jensen ·
25 Christiansen ·
26 Boilesen ·
Coach: Hjulmand